# Montanhas Altai
A cordilheira de Altai, montanhas Altaicas ou maciço de Altai (em russo:  Алтай, Altay; em mongol:  Алтай ou Алтайн нуруу; chinês simplificado: 阿尔泰山脉), é uma cordilheira da Ásia Central, que ocupa territórios da Rússia, China, Mongólia e Cazaquistão. No Altai, nascem os rios Irtysh, Obi e Ienissei. O término noroeste da cordilheira, mais elevado e nevado no Pico Belucka e seus 4 506 metros, na fronteira entre a Rússia e o Cazaquistão, situa-se em 52º N e entre 84º e 90º E (onde se funde com as Montanhas de Sayan a leste), e estende-se sentido sudeste, seguindo a fronteira entre China e Mongólia desde esse ponto até aproximadamente 45° N, 99° L, perdendo altitude gradualmente e terminando no deserto de Gobi. 
O nome, do turco Alytau ou Altay, significa montanhas de Ouro. A cordilheira é também conhecida como Ek-tagh.
O conjunto natural montanhoso encontra-se classificado pela UNESCO como Património da Humanidade com o título Montanhas Douradas do Altai.

## UNESCO
A UNESCO inscreveu os Conjuntos Petroglíficos do Altai Mongol como Patrimônio Mundial por "ilustrar o desenvolvimento da cultura na Mongólia por um período de mais de 12 000 anos."

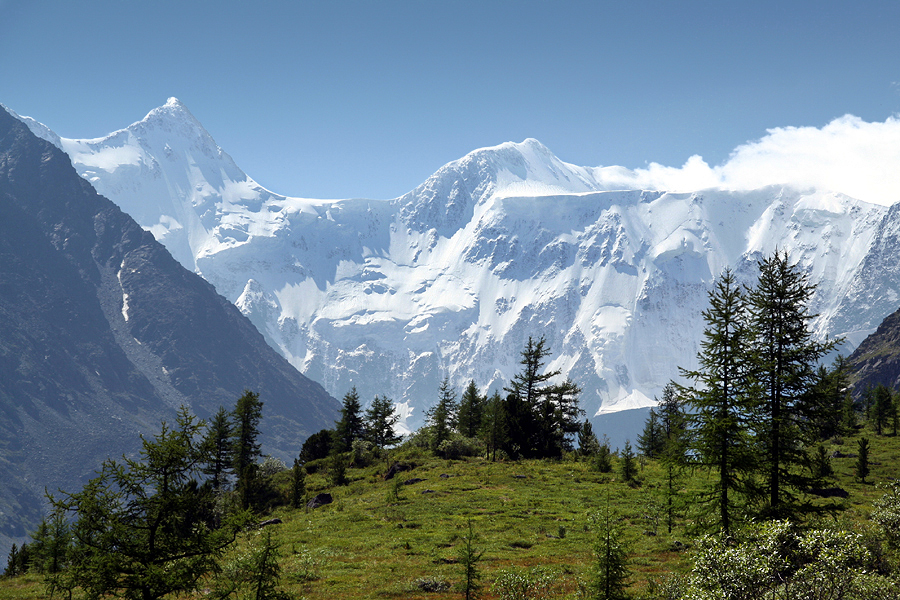
Monte Belukha
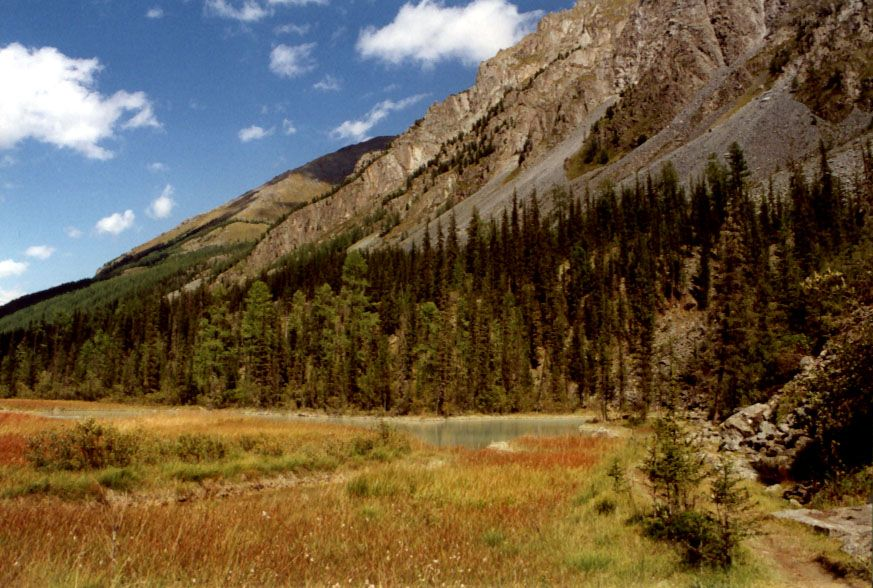
Vale de Kutsherla, Altai
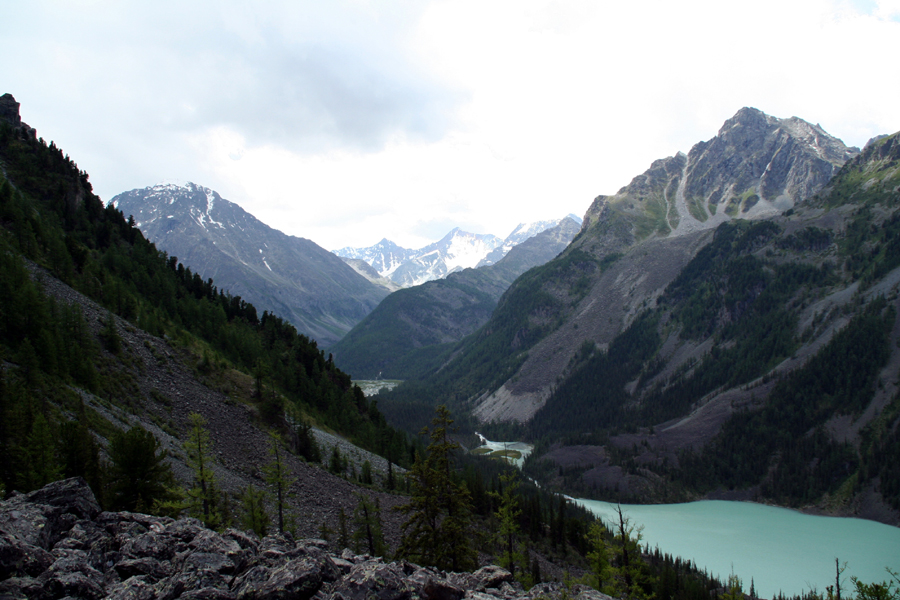
Vista do maciço a partir do lago Kucerla